# Henrica van Aller
Henrica van Aller (onbekend - 1559) was een Nederlandse edelvrouw. Zij was de vrouwe van het Nijkerkse kasteel Watergoor en werd na het overlijden van haar eerste echtgenoot belast met het ambtmanschap van Maas en Waal.
Het is onbekend wanneer Henrica is geboren. Toen haar vader Hendrik van Aller in 1501 overleed, liet hij Watergoor na aan haar minderjarige broer Carselis. In 1520 echter overleed Carselis, waarna Henrica alsnog met Watergoor werd beleend.

## Huwelijk met Jelis van Riemsdijk
In 1522 huwde Henrica met Jelis van Riemsdijk (1493-1539), ambtman van Maas en Waal. Zij kreeg als huwelijksgift een bedrag van 500 enkelgulden. Nog datzelfde jaar werd hun zoon Hendrik geboren.
Nadat Jelis in 1531 opnieuw was bevestigd als ambtman van Maas en Waal, werd hij een jaar later door hertog Karel van Gelre vervangen door Zeger van Balveren. Men was namelijk ontevreden over het optreden van Jelis. In 1536 kreeg Jelis het ambt weer terug, maar klachten over machtsmisbruik dwongen hem om begin 1538 ontslag te nemen. Tijdens de Nijmeegse landdag in juni werd wederom over zijn gedrag geklaagd. Een van de klagers was Herben Gaertss, die Jelis beschuldigde van een onterechte inbeslagname van zijn geld en haver. Inmiddels werd ook duidelijk dat Jelis geen aanhanger was van de nieuwe hertog Willem van Kleef. Jelis werd in 1539 gearresteerd en na marteling bekende hij de hebben onderhandeld met keizer Karel V om diverse Gelderse steden aan hem over te leveren. Ook had hij Karel de eed van trouw gezworen. Jelis werd wegens zijn verraad onthoofd in Nijmegen.
In 1540 werd Hendrik, de zoon van Henrica en Jelis, met Watergoor beleend. Hij sneuvelde echter drie jaar later in Düren.
Mede op advies van het Hof van Gelderland droeg Karel V het ambtmanschap van Maas en Waal in 1545 over aan Henrica en haar schoonzus Elisabeth van Hackfort. In 1555 stelde Henrica Gijsbert van de Poll aan als ambtman van Maas en Waal.

## Juridische problemen en tweede huwelijk
Intussen was het conflict met Herbern Gaertss nog niet opgelost, want Jelis had destijds niet voldaan aan de uitspraak van de landdag om de in beslag genomen goederen terug te geven. Ondanks een akkoord dat in 1545 hierover werd gesloten, werd Henrica toch gedaagd voor het gerecht in Tiel. In 1549 volgde nog een rechtszaak in Maasbommel en in 1553 bij het Hof van Gelderland.
In 1554 hertrouwde Henrica met Albert Braeckmans. Lang duurde dit huwelijk niet, want later dat jaar overleed Albert.

## Kasteel Watergoor
Het kasteel Watergoor was in 1545 door Henrica bij haar zwager Hendrik van Furstenborch ondergebracht. In 1556 bleek Claas van der Hoeven de leenman van het kasteel te zijn. Henrica regelde in datzelfde jaar een testament waarin zij stelde dat Adriaan van Furstenborch het huis Watergoor zou erven, maar dat het huis weer aan haar familie zou toekomen indien hij kinderloos zou overlijden.

## Overlijden
In 1559 overleed Henrica. Het kasteel Watergoor ging per testament over naar Adriaan die op 16 december van dat jaar met het huis werd beleend.
Het is niet duidelijk of Henrica en Jelis meer kinderen hadden dan de in 1543 gesneuvelde Hendrik. Mogelijk hadden ze ook nog een dochter Elisabeth en een zoon Alard.